# Désiré Pâque
Désiré Pâque (Liège, le 21 mai 1867 - Bessancourt, le 20 novembre 1939) est un compositeur, pianiste, organiste, chef d'orchestre, pédagogue et théoricien belge.

## Biographie
Désiré Pâque effectua ses études musicales de 1882 à 1889 au Conservatoire royal de Liège où il obtint les premiers prix d’orgue, de piano et d’harmonie. Nommé professeur de solfège dans le même conservatoire, il demeura à Liège jusqu’en 1897.
Il quitta sa région natale pour tenter l’aventure sous d’autres cieux : après avoir — paraît-il — vainement tenté de fonder un conservatoire à Sofia en 1897, il enseigna la composition à Athènes de 1900 à 1902. Revenu à Bruxelles à la fin de cette année, il partit à Paris en 1905, puis résida de 1906 à 1909 à Lisbonne où il enseigna l’orgue au conservatoire — il fut notamment le premier professeur du compositeur Luís de Freitas Branco (1890-1955) — et fut engagé comme maître de chapelle de la Cour.
À partir de 1909, il passe par l’Allemagne — où il fut quelque temps compositeur en résidence pour l'éditeur N. Simrock —, la Suisse et l’Angleterre avant de s’établir à Paris au mois de mai 1914; il est bientôt nommé organiste de l'église Saint-Louis-d'Antin. À partir de cette époque, bien que Pâque compose encore de nombreuses œuvres, il commence à vivre de manière plus austère, se refermant peu à peu sur lui-même.

## Œuvre
Les premières œuvres de Pâque, assez traditionnelles, cédèrent la place à un langage personnel qu’il développa en toute indépendance. Grâce à son ami Busoni, Pâque était en effet au courant de l’atonalité naissante de Schönberg dès 1909; Pâque créa alors son propre idiome consistant en « l'adjonction constante d'éléments musicaux nouveaux » que l’on relève à partir de la Symphonie pour orgue op. 67 composée à Berlin en 1910.
Laissons Désiré Pâque s’expliquer à ce sujet : « L'adjonction constante d'éléments musicaux nouveaux, comme moyen de développement d'une œuvre musicale, est tout opposé à l'unité thématique, non à l'unité de style, ce qu'il importe de ne pas confondre. Cette nouvelle manière de bâtir une œuvre musicale consiste, non à employer une ou deux mélodies, mais à multiplier les motifs musicaux. […] L'adjonction constante s'est manifestée dans notre production musicale sous divers aspects ou degrés. Au premier degré, on se trouve en présence de thèmes nombreux, autrement dit de timbres mélodiques nettement déterminés, non encore une ligne mélodique sonore idéalement infinie. La presque totalité des procédés de construction y est conservée; seulement — et ceci est le point le plus significatif — au cours de l'action musicale (nous entendons par là le déroulement d'une œuvre), les thèmes sont répétés, transposés, augmentés et diminués, mais ils ne sont plus jamais dénaturés ou mutilés par le morcellement. Ils sont toujours complets, pareils à leur première présentation ou exposition. C'est ce qui les accompagne qui varie. »
En résumé, citons le Dictionary of Music and Musicians de Dent : « Sa musique, de caractère très indépendant, tend vers une polytonalité presque atonale dans laquelle chacune des parties suit librement sa propre voie. Ses théories musicales ne diminuent toutefois pas le charme spontané de ses œuvres. »
Enfin, comme le relève très justement le récent Dictionnaire des compositeurs de Belgique du Moyen Âge à nos jours, il est malheureusement fort difficile de considérer l'œuvre de Désiré Pâque dans son ensemble, d'une part car elle reste pour la plupart inédite, et d'autre part car les enregistrements sont encore fort rares. Elle mériterait néanmoins d'être redécouverte, estiment plusieurs musicologues belges.

## Liste des œuvres (non exhaustive)

### Musique instrumentale

#### Instrument soliste
Piano
- 5 Morceaux, op. 2
- 4 Morceaux, op. 3
- Suite, op. 9
- Effusions lyriques I, op. 12 (1890–1893)
- Scherzo, op. 15
- 3 études, op. 29
- Chants intimes, op. 36
- Impromptu op. 49
- Effusions lyriques II, op. 55
- Effusions lyriques III, op. 56
- 6 Morceaux, op. 59
- Sonate n° 1, op. 68
- Sonate n° 2, op. 69
- Sonate n° 3, op. 70
- Sonate n° 4, op. 78
- Effusions lyriques IV, op. 79
- Effusions lyriques V, op. 81
- Effusions lyriques VI, op. 84
- Effusions lyriques VII, op. 91
- 7 préludes, op. 99
- 3 préludes, op. 100
- 3 préludes, op. 101
- Effusions lyriques VIII, op. 104
- 10 Pièces atonales pour la jeunesse, op. 106
- Effusions lyriques IX, op. 116
- Sonate n° 5, op. 117
- Effusions lyriques X, op. 123
- Effusions lyriques XI, op. 133
- Effusions lyriques XII, op. 142

Orgue
- 10 Pièces pour orgue, op. 57
- Symphonie n° 1, op. 67
- Six petits préludes, op. 77 pour orgue ou harmonium (1912)
- Allegretto, op. 80 (1913)
- 5 Pièces, op. 88
- 2 Pièces, op. 112

#### Musique de chambre
Violon et piano
- Sonate n° 1, op. 7
- Sonate n° 2, op. 32
- Adagio sostenuto, op. 39
- Sonate n° 3, op. 43
- Prélude et adagio, op. 118
- Sonate n° 4, op. 126

Trios avec piano
- Trio n° 1, op. 46
- Trio n° 2, op. 98
- Trio n° 3, op. 115
- Suite n° 1 pour piano, violon & alto, op. 17 (1891)
- Suite n° 2 pour piano, violon & alto, op. 20 (1892)
- Suite n° 3 pour piano, violon & alto, op. 26 (1893)
- Suite n° 4 pour piano, violon & alto, op. 27 (1893)
- Suite n° 5 pour piano, violon & alto, op. 34 (1896)

Quatuors à cordes
- Quatuor n° 1, op. 23
- Quatuor n° 2, op. 30
- Quatuor n° 3, op. 37
- Quatuor n° 4, op. 38
- Quatuor n° 5, op. 44
- Quatuor n° 6, op. 90
- Quatuor n° 7, op. 96
- Quatuor n° 8, op. 122
- Quatuor n° 9, op. 138
- Quatuor n° 10, op. 144
- Bagatelles, op. 139
- Caprices-études, op. 107

Quatuors avec piano
- Quatuor, op. 58
- Petite Suite pour piano, flûte, hautbois & clarinette, op. 40

Quintettes avec piano
- Quintette, op. 35
- Quintette, op. 102
- Quintette, op. 141

Autres œuvres
- Suite de deux pièces (Romance et Allegro Scherzando) pour alto et piano, op. 24 (1892); publié comme "op. 49"
- Sextuor à cordes, op. 61
- Sonate pour alto et piano, op. 85 (1915)
- Lento cantabile pour violoncelle et piano, op. 89
- Six pièces pour 2 violons, op. 124
- 3 Courtes pièces pour 4 cors, op. 141

#### Musique orchestrale
Orchestre
- 5 Chants populaires, op. 25
- Symphonie n° 1, op. 33
- Symphonie n° 2 « La Parisienne », op. 52
- Symphonie n° 3, op. 76
- Symphonie n° 4, op. 86
- Symphonie n° 5, op. 95 (avec orgue & chœurs)
- Symphonie n° 6, op. 109
- Symphonie n° 7, op. 125
- Symphonie n° 8, op. 129

Œuvres concertantes
- Concerto pour piano & orchestre, op. 4
- Concerto pour piano & orchestre, op. 127
- Concerto pour violoncelle & orchestre, op. 28
- Ballade pour violoncelle & orchestre, op. 63

### Musique vocale
- a) profane
- Mélodies
- 3 Mélodies, op. 13
- 5 Chants populaires, op. 25
- 7 Mélodies, op. 48
- 7 Mélodies, op. 71
- Les Chants d’une mère, op. 87

Chœurs
- 3 Chants printaniers, op. 50
- 3 Chœurs sans paroles, op. 103
- 2 Petits Quatuors, op. 120

Œuvres dramatiques
- Vaïma, op. 47 (opéra)
- Die Jungfrau von Orleans, op. 65 (musique de scène)

b) sacrée
- Requiem, op. 41
- Messe brève, op. 114
- Messe chromatique, op. 119
- Messe brève, op. 143

### Écrits théoriques
- Essai sur la mélodie (Guide du concert, s.d.)
- Notre esthétique (Revue Musicale, 1930)
- L’atonalité, ou mode chromatique unique (Revue Musicale, 1930)
- Classicisme (Revue Musicale, 1931)
- Musique pure, libre et disciplinée (Revue Musicale, 1933)
- Le mystère dans l’art (Revue Musicale, 1932)
- La question du rythme (Revue Musicale, 1934)
- Réponse à quelques objections (Revue Musicale, 1935)

## Discographie
- Les Trios à clavier (Intégrale) - Trio Spilliaert (Cypres Records CYP8609)
- Sonates pour piano - Diane Andersen (Koch Schwann 3-1719-2)
- Quatuors à cordes No. 2, 5 et 7 - Quatuor à cordes du théâtre national de La Monnaie (Koch Schwann 3-1378-2)